# Lise Davidsen

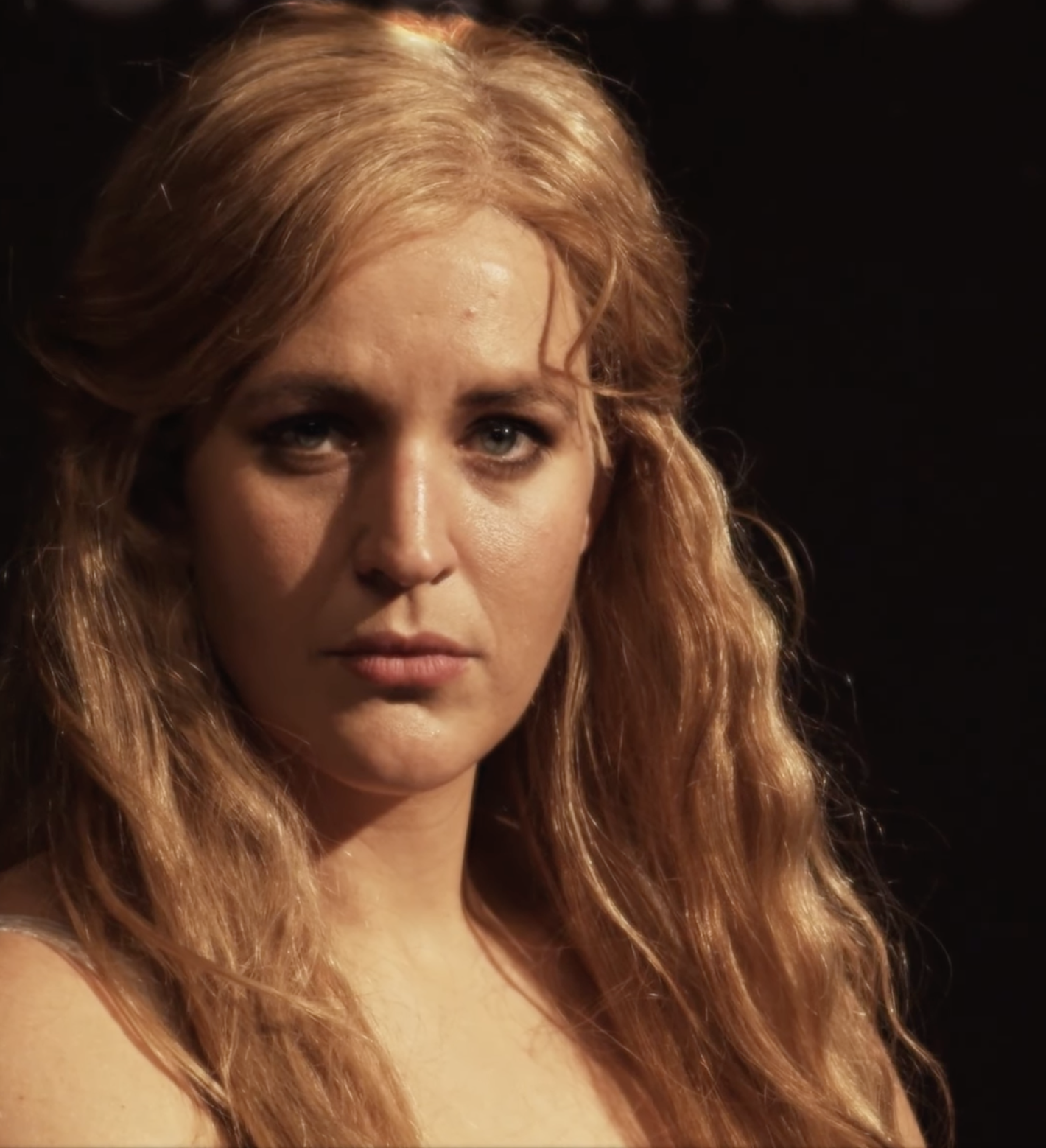
Davidsen als Sieglinde in Die Walküre, Deutsche Oper Berlin 2020

Lise Davidsen (* 8. Februar 1987 in Stokke) ist eine norwegische Opernsängerin (Sopran).

## Leben

### Ausbildung
Davidsen wuchs in Stokke auf und begann im Alter von fünfzehn Jahren mit Gitarren- und Gesangsunterricht. An der Grieg Akademie in Bergen studierte sie klassischen Gesang, das Studium schloss sie 2010 als Bachelor ab. In der Saison 2012/13 debütierte sie an der Königlichen Oper in Kopenhagen in Janáčeks Das schlaue Füchslein als Eule und Dackel, wo sie auch die Emilia in Verdis Otello und die Rosalinde in der Fledermaus sang. An der Det Kongelige Danske Musikkonservatorium bzw. der Königlichen Opernakademie in Kopenhagen absolvierte sie 2014 ein Masterstudium bei Susanna Eken. Meisterklassen besuchte sie unter anderem bei Andreas Schmidt und Waltraud Meier.

### Opernkarriere
2015 übernahm sie an der Norske Opera in Paul Hindemiths Sancta Susanna die Titelrolle und gewann beim von Plácido Domingo ins Leben gerufenen Gesangswettbewerb Operalia in London den ersten Preis, den Birgit-Nilsson-Preis sowie den Publikumspreis. Beim Internationalen Königin-Sonja-Musikwettbewerb gewann sie im selben Jahr vor Elsa Dreisig ebenfalls den ersten Preis sowie den Preis für die beste Interpretation norwegischer Musik und das Ingrid Bjoners Stipendium, beim Internationalen Hans-Gabor-Belvedere-Gesangswettbewerb in Amsterdam gewann sie den zweiten Preis, den Preis der Internationalen Medienjury sowie den Publikumspreis. An der Bayerischen Staatsoper sang sie 2015 die Ortlinde in der Walküre, an der Oper Frankfurt 2016 die Freia im Rheingold sowie die Dritte Norn in der Götterdämmerung und am Opernhaus Zürich die Agathe im Freischütz.
2017 debütierte sie beim Glyndebourne Festival und an der Wiener Staatsoper in der Titelrolle von Ariadne auf Naxos und sang beim irischen Wexford Festival in Cherubinis Médée ebenfalls die Titelrolle. Außerdem war sie im Rahmen der International Opera Awards 2017 in der Kategorie Junge Sänger nominiert. Beim Festival d’Aix-en-Provence sang sie 2018 erneut die Rolle der Ariadne.
Im Juli 2019 debütierte sie bei den Bayreuther Festspielen, wo sie in der Tannhäuser-Neuinszenierung von Tobias Kratzer unter der Leitung von Valery Gergiev die Elisabeth sang, an der Seite von Stephen Gould in der Titelrolle. Zuvor sang sie diese Rolle 2019 am Opernhaus Zürich und an der Bayerischen Staatsoper. Im März 2020 feierte sie als Leonore in Beethovens Fidelio neben Jonas Kaufmann als Florestan am Royal Opera House Premiere, im September 2020 gab sie an der Deutschen Oper Berlin die Sieglinde in der Walküre. In dieser Rolle war sie im Sommer 2021 auch in Hermann Nitschs semiszenischer Walküre bei den Bayreuther Festspielen zu sehen. Ein weiteres bedeutendes Rollendebüt gab Lise Davidsen bei den Internationalen Festspielen Bergen, wo sie im Jahr 2023 erstmals in der Titelrolle in Puccinis Tosca zu hören war.

### Konzertsängerin
Als Konzertsängerin trat sie unter anderem 2018 im Rahmen der BBC Proms mit Verdis Messa da Requiem mit dem London Philharmonic Orchestra unter der Leitung von Andrés Orozco-Estrada sowie beim Edinburgh International Festival mit dem Oslo Philharmonic Orchestra unter Vasily Petrenko und einem Programm mit Strauss-Liedern.
Die britische Zeitschrift Gramophone wählte sie 2018 zur Nachwuchskünstlerin des Jahres. Im Mai 2018 unterzeichnete sie einen Exklusivvertrag mit Decca, wo sie im Mai 2019 ihr Solo-Debüt-Album mit dem Londoner Philharmonia Orchestra unter der Leitung von Esa-Pekka Salonen und Liedern und Arien von Richard Strauss und Richard Wagner veröffentlichte. Das Album stieg im Juni 2019 auf Platz eins der UK Classical Charts ein. 2021 folgte ein Album mit Werken von Beethoven, Wagner und Verdi unter Mark Elder. Mit dem Pianisten Leif Ove Andsnes sang sie ein Album mit Liedern von Edvard Grieg ein, das Anfang 2022 veröffentlicht wurde.
Im Juni 2024 debütierte sie beim Sommernachtskonzert der Wiener Philharmoniker mit zwei Arien aus Wagners Tannhäuser und Verdis La forza del destino.

## Repertoire (Auswahl)
- Richard Strauss – Ariadne auf Naxos, Ariadne
- Richard Wagner – Tannhäuser, Elisabeth
- Richard Wagner – Die Walküre, Ortlinde, Sieglinde
- Richard Wagner – Das Rheingold, Freia
- Richard Wagner – Götterdämmerung, Dritte Norn
- Carl Maria von Weber – Der Freischütz, Agathe
- Luigi Cherubini – Médée, Médée
- Paul Hindemith – Sancta Susanna, Susanna
- Johann Strauss (Sohn) – Die Fledermaus, Rosalinde
- Ludwig van Beethoven – Fidelio, Leonore
- Giuseppe Verdi – Otello, Emilia
- Pietro Mascagni – Cavalleria rusticana, Santuzza
- Peter Tschaikowski – Pique Dame, Lisa
- Leoš Janáček – Das schlaue Füchslein, Eule und Dackel

## Auszeichnungen und Nominierungen (Auswahl)
- 2014: Léonie-Sonning-Talentpreis[3][1]
- 2015: Operalia – erster Preis, Birgit-Nilsson-Preis und Publikumspreis[5]
- 2015: Internationaler Königin-Sonja-Musikwettbewerb – erster Preis, Preis für die beste Interpretation norwegischer Musik, Ingrid Bjoners Stipendium[6]
- 2015: Internationaler Hans-Gabor-Belvedere-Gesangswettbewerb – zweiter Preis, Preis der Internationalen Medienjury, Publikumspreis[7]
- 2017: International Opera Awards 2017 – Nominierung in der Kategorie Junge Sänger[10]
- 2018: Wahl zur Nachwuchskünstlerin des Jahres (Young Artist of the Year) der Zeitschrift Gramophone[1]
- 2018: Königin-Ingrid-Preis[1]
- 2019: Kritikerumfrage der Opernwelt – Auszeichnung als Nachwuchssängerin des Jahres[23]
- 2020: Deutscher Theaterpreis Der Faust – Nominierung in der Kategorie Beste Sängerdarstellerleistung im Musiktheater für die Darstellung der Elisabeth in Tannhäuser bei den Bayreuther Festspielen[24]
- 2021: International Opera Awards 2021 – Auszeichnung in der Kategorie Sängerin[25][26][27][28]
- 2024: Herbert-von-Karajan-Preis[29]

## Diskografie (Auswahl)
- 2016: John Frandsen: Songs mit Jesper Sivebaek, Gitarre; Sofia Wilkman und Orsi Fajger, Klavier, Dacapo Records[30]
- 2016: As Dreams mit dem Norwegian Soloists’ Choir und der Oslo Sinfonietta unter Grete Pedersen, BIS Records[30]
- 2018: Grieg: Incidental Music to Peer Gynt mit dem Philharmonischen Orchester Bergen und dem Bergen Philharmonic Choir unter Edward Gardner, Chandos Records[30]
- 2019: Lise Davidsen mit dem Philharmonia Orchestra unter Esa-Pekka Salonen, Decca Classics[1]
- 2021: Lise Davidsen: Beethoven – Wagner – Verdi mit dem London Philharmonic Orchestra unter Mark Elder, Decca[20]
- 2022: Lise Davidsen, Leif Ove Andsnes: Edvard Grieg (Lieder), Decca/Universal Music[21]
- 2023: Lise Davidsen: Christmas From Norway, Decca/Universal Music[31]